# Aquidabã
Aquidabã is een gemeente in de Braziliaanse deelstaat Sergipe. De gemeente telt 19.890 inwoners (schatting 2009).